# اودوگ
اودوگ، که بعدها در زبان اکدی به نام اوتوککو خوانده شد، دسته ای مبهم از دیوها در اساطیر و افسانه‌های باستان میان رودان بود که گاهی خوب و گاهی بد پنداشته می‌شدند. در نوشته‌های جن‌گیری، گاهی "اودوگی خوب " در برابر "اودوگی اهریمنی" برمی‌خیزد. واژه اودوگ به‌طور کلی مفهوم مبهمی دارد و گاهی نه برای یک اهریمن خاص بلکه برای اشاره به اهریمن‌ها به‌طور کلی استفاده می‌شود. تا به امروز تصویری از اودوگ پیدا نشده‌است، اما بنا به توصیف‌هایی که دربارهٔ آن شده، اودوگ ویژگی‌های مرسوم دیگر اهریمن‌های میان رودان مانند سایه‌ای تاریک، نبود نور در اطراف آن، سم و صدای کر کننده را دارد. در نوشته‌های باستان بازمانده از میان رودان دستورکارهایی در فراخواندن و احضار دیوها وجود دارد که به نام اودوگ هول شناخته می‌شوند. در این نوشته‌ها بر نقش اهریمن اودوگ در بیماری و اهمیت جن‌گیری در بهبود بیماری تأکید می‌شود.

## کیستی
از میان همه اهریمن‌های میان رودان، کمترین تعریف و توصیف از اودوگ شده‌است.  خود این واژه نشان‌دهنده خوب یا بد بودن دیو مورد نظر نبوده‌است.   در یکی از دو استوانه گودئا، پادشاه گودئا از لاگاش (حکومت ح. 2144–2124 پیش از میلاد) از فرشته‌ای خواست که یک «اودوگی خوب» برای نگهبانی و محافظت از او و یک گاو بالدار برای راهنمایی او بفرستد.   بر پایه نوشته‌های بازمانده از میان رودان، جن‌گیرها همواره از اودوگی خوب برای محافظت و پاسداری یا دیگر چیزها درخواست کمک می‌کردند.  با این وجود در نوشته‌های جن‌گیری/جادویی میان رودان به یک «اودوگی شیطانی» خاص و همچنین «اودوگها» (جمع) اشاره شده‌است که از آنها به عنوان اهریمن نیز یاد می‌شود.  عبارت «اودوگی اهریمن» در سومری اودوگ هول (Udug Hul) و در اکدی اوتوکو لمنوتو (Utukkū Lemnutū گفته می‌شود.  اودوگی اهریمنی بیشتر ناقل بیماریهای جسمی و روانی است. 
واژه اودوگ به خودی خود و بدون توضیح اضافه اشاره به اودوگی اهریمنی دارد.  در نوشته‌های جن‌گیری، گاهی ایدهٔ "اودوگی خوب" در برابر "اودوگی اهریمنی" مطرح می‌شود.  در یک نوشته دوره بابل باستان (ح. 1830 ح. 1531 پیش از میلاد) درخواست می‌شود که، "اودوگی اهریمن و گالای اهریمن نابود شوند. اودوگی خوب و گالای خوب برجای باشند. "   گاهی حتی واژه اودوگ به یک دیو خاص اشاره نمی‌کند و بلکه واژه‌ای چتری برای همه اهریمن‌های گوناگون در دیوشناسی میان رودان است.  در توضیح اینکه اودوگ چطور می‌تواند هم خوب و هم بد باشد، گراهام کانینگهام استدلال می‌کند که "واژه دایمون (Daimon) به نظر می‌رسد بهتر از "شیطان/اهریمن (Demon)"، که به‌طور معمول برای توصیف اودوگ استفاده می‌شود، است. 
دستور کار جن‌گیری اودوگی اهریمنی به نام اودوگ-هول (udug-ḫul) شناخته می‌شود که نمونه گسترده اکدی آن (که در اکدی به نام اوتوکو لمنوتو (utukkū lemnūtu) است) در شانزده لوح آمده‌است. آیین‌های جادویی اودوگ-هول که در همه تاریخ میان رودان باستان ادامه پیدا می‌کند،  از جمله نخستین نوشته‌های شناخته شده‌ای هستند که در هزاره سوم پیش از میلاد به زبان سومری نوشته شده‌اند، و همچنین از آخرین نوشته‌های میان رودانی اواخر دوران باستان هستند که به خط میخی و آوانویسی‌های یونانی نوشته شده‌اند.  جادوهای اودوگ-هول در اصل یک‌زبانه بودند و به زبان سومری نوشته می‌شدند،  اما این جادونوشت‌های نخستین بعدها به نوشته‌های دو زبانه سومری و اکدی نوشته شدند.  همچنین در نسخه‌های پسین با افزوده‌های فقط به زبان اکدی و بدون برگردان سومری، گسترش یافتند.  جادونوشت‌های اودوگ-هول بر نقش اودوگی اهریمنی در ایجاد بیماری تأکید می‌کند  و نخست در تلاش است تا با بیرون راندن اودوگی اهریمنی بیماری را درمان کند.  بیشتر جادونوشته‌ها به اسطوره‌ها و افسانه‌های میان رودانی، مانند اسطوره هبوط اینانا به جهان زیرین، ارجاع می‌دهند. 

## ریخت
از ریخت و چهره اودوگ هم‌اکنون تنها چند توصیف وجود دارد  و به گفته جینا کنستانتوپولوس، هیچگونه نگاره یا نمایش تصویری از آنها تاکنون شناسایی نشده‌است.  با این حال، به گفته تالی اورنان، برخی از مهرهای استوانه ای میان رودان نگاره‌ای را با یک عصای پادشاهی را نشان می‌دهند که همراه با دیو پاسدار خیرخواهی لاما است و ممکن است اودوگ باشد.  ویگرمن باور دارد که از نگاره‌های لاما و اودوگ به شکل فزاینده‌ای برای پاسداری از درهای ورودی استفاده می‌شد. 

در یک جادونوشت دو زبانه که به زبان سومری و اکدی نوشته شده‌است، خدای آسارولودو "اودوگ اهریمنی" را اینگونه برای پدرش انکی توصیف می‌کند: 
آه پدرم، اودوگ اهریمنی[اودوگ هول], چهره‌اش بدخوی و قامتش سر به آسمان دارد،

با اینکه خدا نیست اما صدایش سهمگین و درخشش‌اش [ملام] هولناک است،

سیاه است، سایه‌اش قیرگون است و روشنایی در هیچ‌کجای تنش نیست،

همواره پنهان می‌شود، سنگر می‌گیرد، از خودپسندی بر پای نمی‌ایستد،

پنجه‌های زهرآگین است، در بیدار زهر بر چای می‌گذارد،

تسمه‌اش بر جای نیست، بازانش بسته‌اند,

آماج خشمش گریان می‌شود، به هر سرزمین که آتش می‌افکند، سرریز اشک را گریزی نیست.
در این توصیف بیشتر از آنکه ریخت و چهره اولودوگ تصویر شود، توانایی‌های فوق‌العاده ترسناک آن است که توصیف می‌شود.  همه ویژگی‌های منسوب به "اودوگ اهریمنی" در توصیف ویژگی‌های مشترکی است که به دیگر گونه‌های اهریمنان میان رودان باستان نسبت داده می‌شود: سایه تاریک، نبودن نور در اطراف آن، سم و صدایی کر کننده.  توصیفات دیگری که از اودوگ شده‌است با شرح بالا سازگاری ندارد و حتی متناقض با آن است.  کنستانتوپولوس خاطرنشان می‌کند که "اودوگ با چیزهایی که نیست تعریف می‌شود: این دیو حتی در ریخت نخستین نیز بی نام و بی‌شکل است."  جادونوشتی از دوره بابل قدیم (ح. 1830 - ح. 1531 پیش از میلاد) اودوگ را چنین توصیف می‌کند: "کسی که از آغاز به نام صدا زده نمی‌شد… کسی که هرگز در ریختی پدیدار نمی‌شد. " 

### فهرست کتاب‌شناسی منابع
- Black, Jeremy; Green, Anthony (1992), Gods, Demons and Symbols of Ancient Mesopotamia: An Illustrated Dictionary, Austin, Texas: University of Texas Press, ISBN 978-0292707948
- Cunningham, Graham (2007) [1997], Deliver Me from Evil: Mesopotamian Incantations, 2500-1500 BC, Studia Pohl: Series Maior, vol. 17, Rome, Italy: Etrice Pontificio Instituto Biblico, ISBN 978-88-7653-608-3
- Geller, Markham J. (2016), Healing Magic and Evil Demons: Canonical Udug-hul Incantations, Berlin, Germany: Walter de Gruyter, ISBN 978-1-5015-0015-2
- Konstantopoulos, Gina (2017), "Shifting Alignments: The Dichotomy of Benevolent and Malevolent Demons in Mesopotamia",  in Bhayro, Siam; Rider, Catharine (eds.), Demons and Illness from Antiquity to the Early-Modern Period, Leiden, The Netherlands and Boston, Massachusetts: Koninklijke Brill, pp. 19–38, ISBN 978-90-04-33854-8
- Ornan, Tally (2005), The Triumph of the Symbol: Pictorial Representation of Deities in Mesopotamia and the Biblical Image Ban, Orbus Biblical et Orientalis, vol. 213, Fribourg, Switzerland: Academic Press Fribourg and Vandenhoek & Ruprecht Gottingen, ISBN 978-3-7278-1519-5
- Romis, Sara (2018), "A Demonic Servant in Riv Papa's Household: Demons as Subjects in the Mesopotamian Talmud",  in Herman, Geoffrey; Rubenstein, Jeffrey L. (eds.), The Aggada of the Bavli and Its Cultural World, Providence, Rhode Island: Brown Judaic Studies, ISBN 978-194-652710-3